# Albert Tasse
Albert Abraham Tasse (* 3. Mai 1845 in Groß-Rosenburg bei Barby; † 11. März 1910 in Dessau) war deutscher Kaufmann und langjähriger Vorsitzender der jüdischen Gemeinde in Zerbst, welche zur damaligen Zeit eine der größten im Herzogtum Anhalt darstellte.

## Leben

### Herkunft und Familie
Tasse entstammte einer jüdischen Familie, welche sich mit der Zeit in Calvörde angesiedelt hatte. Er war Sohn des Moses Tasse (* 1818; † unbekannt) und dessen Ehefrau Rosette Tasse, geb. Löwenstein. Sein Vater wirkte in Calvörde seit 1844 als Kürschnermeister, welcher aber auch an Schuhen und weiteren Gegenständen arbeitete. Albert’s Großvater Levin Tasse (* 1792; † unbekannt) handelte in Calvörde mit Schnitt- und Modewaren. Albert selbst heiratete Ida, geb. Rothenstein. Das Ehepaar hatte mehrere Kinder, nämlich, Hugo Tasse (* 1874; † 1959 in Melbourne), Paul Tasse (1875; † unbekannt), Julius Tasse und Else Sandheim (* 29. April 1878 in Zerbst; † 1943 im Holocaust).

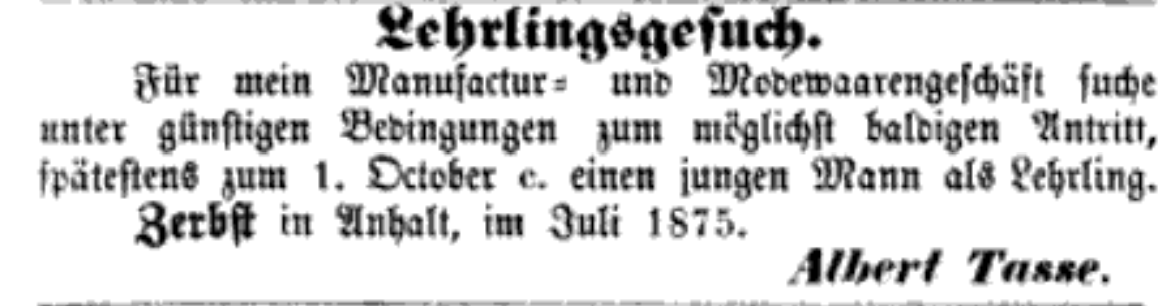
Zeitungsanzeige von Albert Tasse

### Karriere
Albert arbeitete beruflich als Kaufmann und zog in den 1870er Jahren nach Zerbst im Herzogtum Anhalt. Dort betrieb Tasse ein Manufaktur- und Modewarengeschäft. Auch wirkte Albert in Zerbst zahlreiche Jahre von 1872 bis 1897 als Vorsitzender der dortigen jüdischen Gemeinde. Als Vorsitzender zeichnete er sich durch uneigennütze und gewissenhafte Weise aus. Sein Nachfolger war letzte Gemeindevorsteher bis zum Ende durch die Nationalsozialisten Martin Leiser. In Zerbst wohnte er in der Alten Brücke 12.
1898 zog er mit seiner Familie in das nahe gelegene Dessau. In Dessau gründete er mit dem Bankier Julius Rothenstein eine Bankfirma namens Tasse & Rothenstein, an der er bis zu seinem Tode mitwirkte und welche darauffolgend auch durch den Magdeburger Bankverein übernommen wurde.